# Grudzień 2003

## 4 grudnia2003
- Pod Warszawą rozbił się rządowy śmigłowiec Mi-8 z premierem rządu polskiego Leszkiem Millerem na pokładzie, który wyszedł z katastrofy bez większych obrażeń.

## 12 grudnia2003
- Emisję rozpoczęła stacja TVN Turbo

## 13 grudnia2003
- W Iraku schwytano ukrywającego się prezydenta Saddama Husajna

## 17 grudnia2003
- Sąd w Toruniu skazał na kary od 5 miesięcy do roku więzienia uczniów, którzy znęcali się nad anglistą

## 20 grudnia2003
- W Warszawie oddano do użytku kolejną stację metra Dworzec Gdański
- MiniMini rozpoczęła emisję na platformie Cyfra+

## 26 grudnia2003
- Trzęsienie ziemi w rejonie starożytnego miasta Bam w Iranie, zginęło ok. 40 tysięcy osób